# Club Deportivo Canillas
El Club Deportivo Canillas és un club de futbol espanyol amb seu a Madrid. Va ser fundat l'any 1961 i juga a la Categoria Preferent d'Aficionats, la cinquena categoria del futbol espanyol. El CD Canillas és un equip vinculat del Reial Madrid.

## Història
Canillas es va formar l'any 1961 a Nápoles, Hortaleza, inicialment amb el nom de "Club Deportivo Los Merinos". Inscrit a la Federació de Futbol de Madrid l'any 1969, va passar a denominar-se "Club Deportivo Nápoles" a causa de la normativa.
El 1975, el club va ser rebatejat amb seu nom actual (Club Deportivo Canillas), aconseguint el seu primer ascens el 1979. Una secció juvenil, "CD EPAYDA", es va formar l'any 1997.

## Temporada a temporada
| Temporada | Nivell | Divisió  | Posició | Copa del Rei |
| --------- | ------ | -------- | ------- | ------------ |
| 1969/70   | 7      | 3ª Reg.  | 11th    |              |
| 1970/71   | 7      | 3ª Reg.  | 13th    |              |
| 1971/72   | 8      | 3ª Ord.  | 12th    |              |
| 1972/73   | 8      | 3ª Ord.  | 8th     |              |
| 1973/74   | 8      | 3ª Ord.  | 4th     |              |
| 1974/75   | 8      | 3r. Ord. | 2n      |              |
| 1975/76   | 7      | 3ª Reg.  | 8th     |              |
| 1976/77   | 7      | 3ª Reg.  | 9th     |              |
| 1977/78   | 8      | 3ª Reg.  | 11th    |              |
| 1978/79   | 8      | 3ª Reg.  | 2n      |              |
| 1979/80   | 7      | 2ª Reg.  | 15th    |              |
| 1980/81   | 8      | 3ª Reg.  | 3rd     |              |
| 1981/82   | 8      | 3ª Reg.  | 8th     |              |
| 1982/83   | 7      | 2ª Reg.  | 15th    |              |
| 1983/84   | 7      | 2ª Reg.  | 7th     |              |
| 1984/85   | 7      | 2ª Reg.  | 15th    |              |
| 1985/86   | 7      | 2ª Reg.  | 10th    |              |
| 1986/87   | 7      | 2ª Reg.  | 4th     |              |
| 1987/88   | 6      | 1a Reg.  | 16th    |              |
| 1988/89   | 7      | 2ª Reg.  | 2n      |              |

| Temporada | Nivell | Divisió | Posició | Copa del Rei |
| --------- | ------ | ------- | ------- | ------------ |
| 1989/90   | 6      | 1a Reg. | 15th    |              |
| 1990/91   | 7      | 2ª Reg. | 5th     |              |
| 1991/92   | 7      | 2ª Reg. | 3rd     |              |
| 1992/93   | 7      | 2ª Reg. | 4th     |              |
| 1993/94   | 7      | 2ª Reg. | 16th    |              |
| 1994/95   | 8      | 3ª Reg. | 4th     |              |
| 1995/96   | 8      | 3ª Reg. | 1r      |              |
| 1996/97   | 7      | 2ª Reg. | 8th     |              |
| 1997/98   | 7      | 2ª Reg. | 12th    |              |
| 1998/99   | 7      | 2ª Reg. | 5th     |              |
| 1999/00   | 7      | 2ª Reg. | 4th     |              |
| 2000/01   | 7      | 2ª Reg. | 9th     |              |
| 2001/02   | 7      | 2ª Reg. | 13th    |              |
| 2002/03   | 7      | 2ª Reg. | 11th    |              |
| 2003/04   | 7      | 2ª Reg. | 6th     |              |
| 2004/05   | 7      | 2ª Reg. | 2n      |              |
| 2005/06   | 6      | 1a Reg. | 15th    |              |
| 2006/07   | 7      | 2ª Reg. | 1r      |              |
| 2007/08   | 6      | 1a Reg. | 11th    |              |
| 2008/09   | 6      | 1a Reg. | 6th     |              |

| Temporada | Nivell | Divisió | Posició | Copa del Rei |
| --------- | ------ | ------- | ------- | ------------ |
| 2009/10   | 6      |         | 3r      |              |
| 2010/11   | 5      |         | 10è     |              |
| 2011/12   | 5      |         | 14è     |              |
| 2012/13   | 5      |         | 6è      |              |
| 2013/14   | 5      |         | 6è      |              |
| 2014/15   | 5      |         | 11è     |              |
| 2015/16   | 5      |         | 11è     |              |
| 2016/17   | 5      |         | 7è      |              |
| 2017/18   | 5      |         | 2n      |              |
| 2018/19   | 4      | 3a      | 17è     |              |
| 2019/20   | 5      |         | 4t      |              |

- 1 temporada a Tercera Divisió

## Altres equips

### CD Canillas B i CD Canillas Sub-19
El CD Canillas B, el filial del CD Canillas, juga a la Primera Categoria d'Aficionats, la sisena categoria del futbol espanyol mentre que el CD Canillas Sub-19 juga al Grup XII de la Lliga Nacional Juvenil.

## Jugadors destacats

### Relacionats amb el Reial Madrid
Atès que el CD Canillas um el club alimentador del Reial Madrid, alguns jugadors que provenien de La Fábrica, el juvenil del Reial Madrid, havien jugat al CD Canillas. També hi han jugat fills de futbolistes famosos.
- Théo i Elyaz Zidane, fills de Zinedine Zidane[6][8]
- Ronald Nazário, fill de Ronaldo Nazário[6][8]
- José Mario Mourinho Jr., fill de José Mourinho[6][9]
- Christian Cannavaro, fill de Fabio Cannavaro[6]
- Jaime Amaro, net d'Amancio Amaro[10]
- Benjamín Garay
- Gonzalo Expósito

### Altres

#### Del juvenil del CD Canillas
- Javier Castro[11]
- Sergey Georgiev[12]

#### Com a jugador sènior del CD Canillas
- Jhony
- Nader Matar[13]